# 카살두니
카살두니(이탈리아어: Casalduni)는 이탈리아 캄파니아주 베네벤토도의 코무네다. 나폴리로부터 북동쪽 60km, 베네벤토 북서쪽으로 15km 거리에 있다.